# Platysaurus intermedius
Espèce
Synonymes
- Platysaurus guttatus natalensis FitzSimons, 1948
- Platysaurus guttatus nyasae Loveridge, 1953
- Platysaurus guttatus rhodesianus FitzSimons, 1941
- Platysaurus guttatus subniger Broadley, 1962
- Platysaurus wilhelmi Hewitt, 1909

Statut de conservation UICN

 LC  : Préoccupation mineure
Platysaurus intermedius est une espèce de sauriens de la famille des Cordylidae.

## Répartition
Cette espèce se rencontre au Botswana, au Zimbabwe, au Mozambique, au Malawi, au Swaziland et en Afrique du Sud.

## Liste des sous-espèces
Selon The Reptile Database (3 juillet 2012) :
- Platysaurus intermedius inopinus Jacobsen, 1994
- Platysaurus intermedius intermedius Matschie, 1891
- Platysaurus intermedius natalensis FitzSimons, 1948
- Platysaurus intermedius nigrescens Broadley, 1981
- Platysaurus intermedius nyasae Loveridge, 1953
- Platysaurus intermedius parvus Broadley, 1976
- Platysaurus intermedius rhodesianus FitzSimons, 1941
- Platysaurus intermedius subniger Broadley, 1962
- Platysaurus intermedius wilhelmi Hewitt, 1909

## Publications originales
- Broadley, 1962 : On some reptile collections from the North-Western and North-Eastern Districts of Southern Rhodesia 1958-1961, with descriptions of four new lizards. Occasional Papers of the National Museum of Southern Rhodesia, ser. B, vol. 26, p. 787-843.
- Broadley, 1976 : Two new forms of Platysaurus from the northern Transvaal (Sauria: Cordylidae). Arnoldia (Rhodesia), vol. 8, n. 8, p. 1-3.
- Broadley, 1981 : A new subspecies of Platysaurus intermedius from Botswana (Sauria: Cordylidae). Botswana Notes and Records, vol. 13, p. 161.
- Fitzsimons, 1941 : Descriptions of some new lizards from South Africa and a frog from southern Rhodesia. Annals of the Transvaal Museum, vol. 20, n. 3, p. 273-281 (texte intégral).
- Fitzsimons, 1948 : Notes on some reptiles and amphibians from the Darkensberg, together with a description of a new Platysaurus, from northern Natal. Annals of the Transvaal Museum, vol. 21, n. 1, p. 73-80 (texte intégral).
- Hewitt, 1909  : Description of a new species of Platysaurus and notes on the specific characters of certain species of Zonuridae, together with synoptical keys to all the known South African species and a résumé of our knowledge on their distribution: and a key to the known genera of South African lizards. Annals of theTransvaal Museum, vol. 2, n. 1, p. 29-40 (texte intégral).
- Jacobsen, 1994 : The Platysaurus intermedius complex (Sauria: Cordylidae) in the Transvaal, South Africa, with descriptions of three new taxa. South African Journal of Zoology, vol. 29, n. 2, p. 132-143 (texte intégral).
- Loveridge, 1953 : Zoological Results of a fifth expedition to East Africa. III. Reptiles from Nyasaland and Tete. Bulletin of the Museum of Comparative Zoology at Harvard College, vol. 110, n. 3, p. 142-322 (texte intégral).
- Matschie, 1891 "1890" : Ueber eine kleine Sammlung von Reptilien und Amphibien aus Süd-Afrika. Zoologische Jahrbücher. Abteilung für Systematik, Geographie und Biologie der Tier, vol. 5, p. 605-611 (texte intégral)